# Польская марка
По́льская ма́рка (пол. marka polska) — денежная единица Польши в 1917—1924 годах и Срединной Литвы в 1921—1922 годах. Делилась на 100 фенигов (пол. fenig).
Выпускалась с 1917 года Польской ссудной кассой, а позднее — Эмиссионным управлением Польского казначейства.

## История
В ходе кампаний 1914 и 1915 годов Первой мировой войны территория входившего в состав Российской империи Царства Польского была оккупирована германскими и австро-венгерскими войсками. В 1915 году для управления оккупированными территориями было создано Варшавское генерал-губернаторство.
В 1916 году германскими властями был начат выпуск оккупационной валюты — острубля. На территории генерал-губернаторства острубль использовался в восточных районах.
В 1917 году был начат выпуск новой оккупационной валюты — польской марки. Несмотря на то, что в 1916 году было провозглашено Королевство Польское и создан регентский совет, которому формально перешла власть в Польше, марка была выпущена от имени Варшавского генерал-губернаторства.
В 1917 году были выпущены банкноты в 1⁄2, 1, 2, 5, 10, 20, 50, 100, 1000 марок и монеты в 5, 10 и 20 фенигов. В 1918 году были выпущены монеты в 1, 5, 10 и 20 фенигов. На всех монетах — обозначение монетного двора «F» (Штутгарт).
С провозглашением в 1918 году независимости польская марка осталась в обращении и выпускалась далее, уже как валюта независимого государства, Эмиссионным управлением Польского казначейства.
Марка периода независимости выпускалась только в виде бумажных денежных знаков:
- 1919 год — в 1, 5, 10, 20, 100, 500, 1000 марок,
- 1920 год — в 1⁄2, 5000 марок,
- 1922 год — в 10 000, 50 000 марок,
- 1923 год — в 100 000, 250 000, 500 000, 1 000 000, 5 000 000, 10 000 000, 50 000 000, 100 000 000 марок[3].

В результате изменения границ в состав Польши вошли территории, на которых обращались различные валюты, постепенно заменявшиеся на польские марки. Германская марка находилась в обращении до 20 ноября 1919 года, рубль — до 29 апреля 1920 года, австро-венгерская крона изъята в период с 15 января по май 1920 года (в соотношении 100 крон = 70 марок).
20 января 1924 года денежной единицей объявлен злотый (1 злотый = 1 800 000 марок). Марка находилась в обращении до 1 июля 1924 года.

## Монеты
| Изображение | Номинал         | Диаметр мм | Вес гр | Толщина мм | Гурт    | Материал | Места чеканки | Тираж      |
| ----------- | --------------- | ---------- | ------ | ---------- | ------- | -------- | ------------- | ---------- |
|             | 1 фениг 1917    | 15         | 1.97   | 1.4        | гладкий | Железо   | F             | нет данных |
|             | 1 фениг 1918    | 15         | 1.97   | 1.4        | гладкий | Железо   | F             | 51 484 000 |
|             | 5 фенигов 1917  | 18         | 2.6    | 1.5        | гладкий | Железо   | F             | 18 700 000 |
|             | 5 фенигов 1918  | 18         | 2.6    | 1.5        | гладкий | Железо   | F             | 22 390 000 |
|             | 10 фенигов 1917 | 21         | 3.56   | 1.65       | гладкий | Железо   | F             | 33 000 000 |
|             | 10 фенигов 1918 | 21         | 3.56   | 1.65       | гладкий | Железо   | F             | 14 990 000 |
|             | 20 фенигов 1917 | 23         | 3.9    | 1.65       | гладкий | Железо   | F             | 1 900 000  |
|             | 20 фенигов 1918 | 23         | 3.9    | 1.65       | гладкий | Железо   | F             | 19 259 800 |

## Банкноты

### Банкноты 1917 года

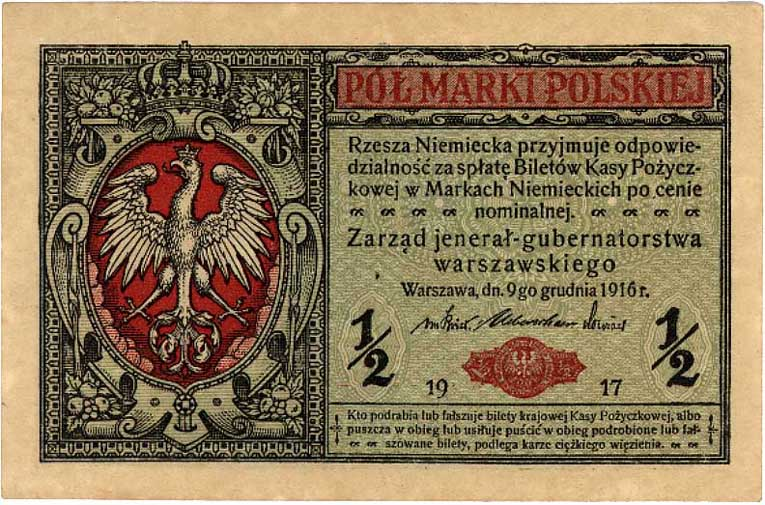
1/2 марки
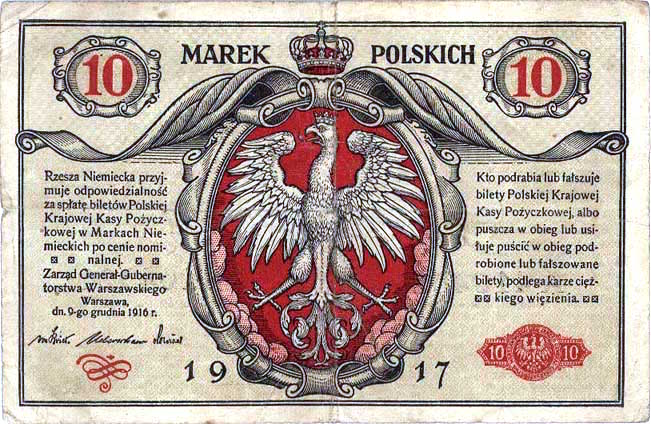
10 марок

### Банкноты 1919—1923 годов

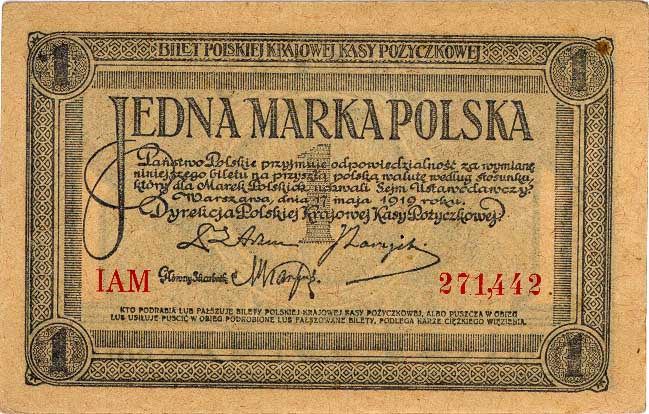
1 марка 1919 года
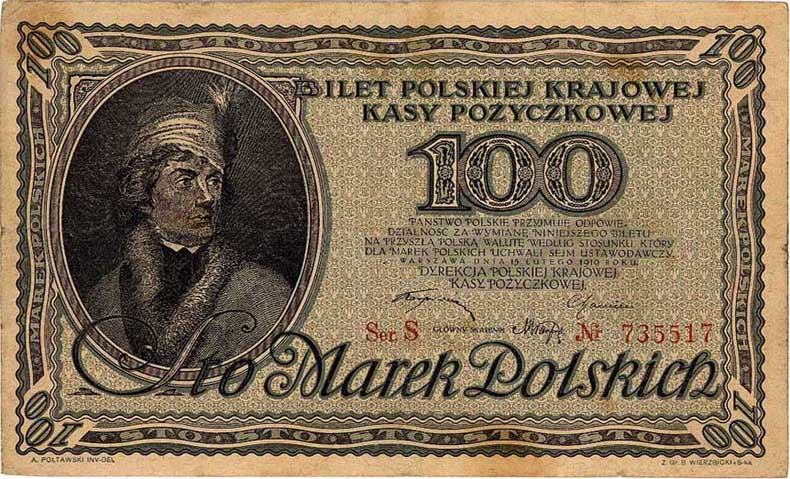
100 марок 1919 года
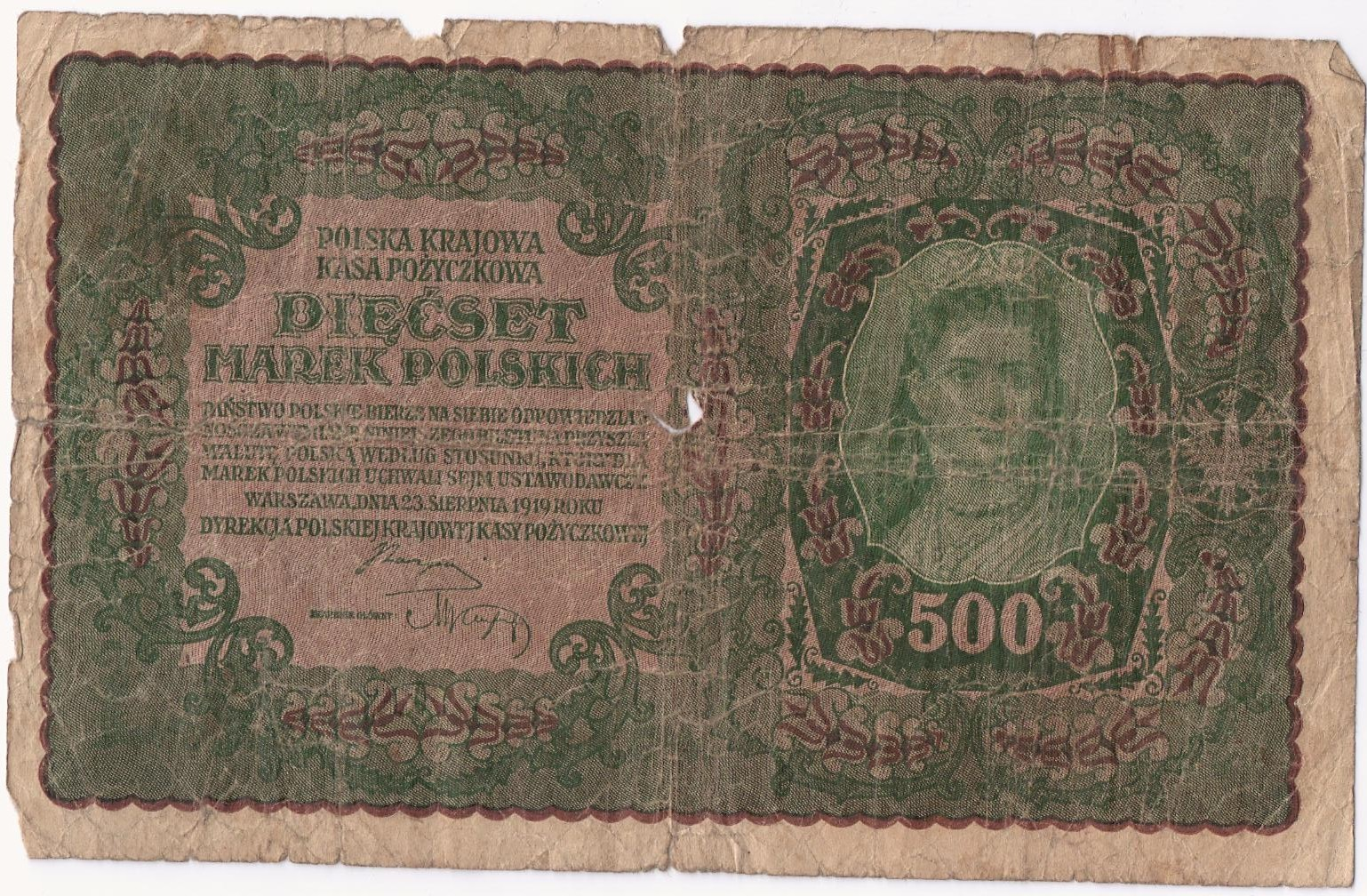
500 марок 1919 года
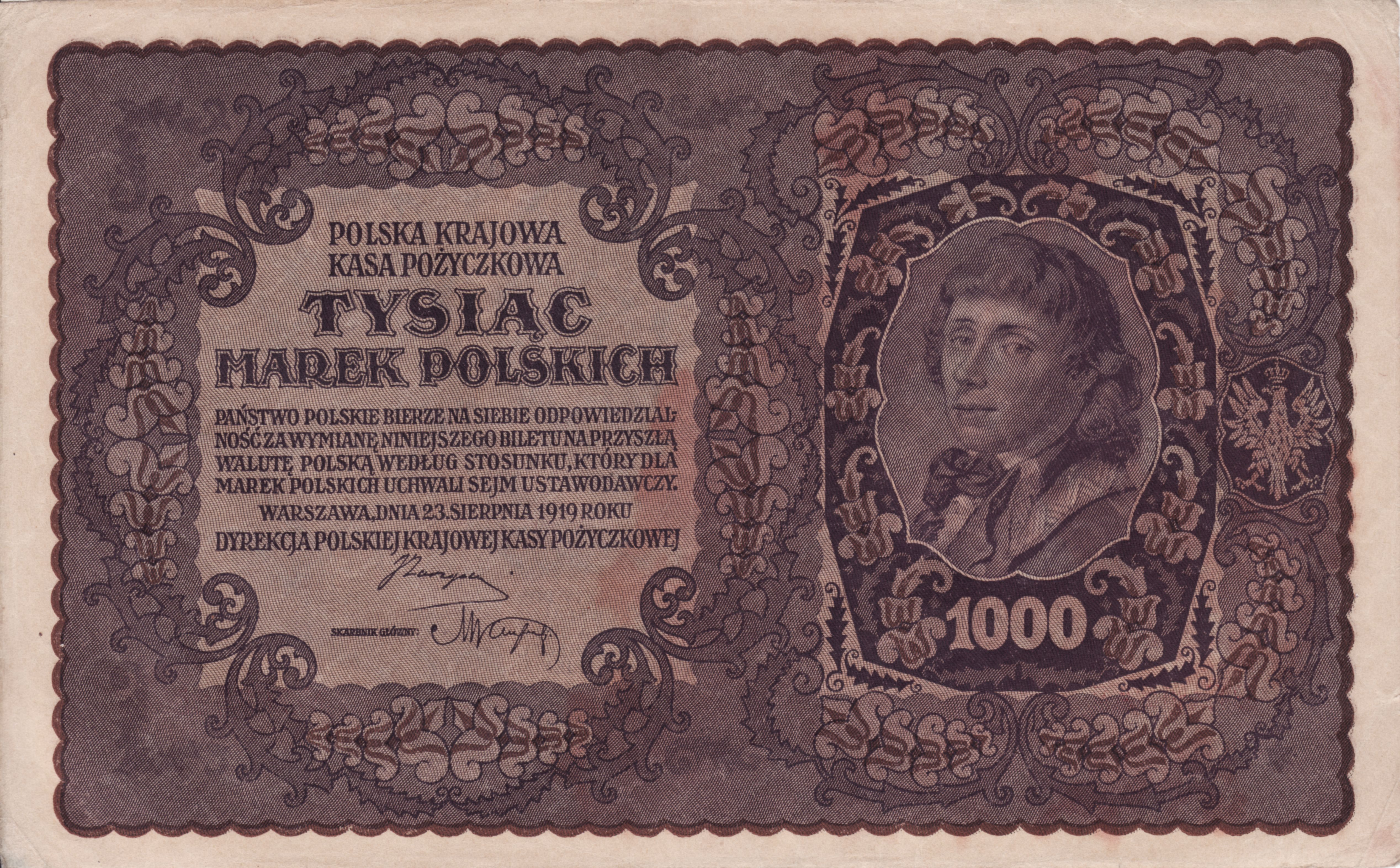
1000 марок 1919 года
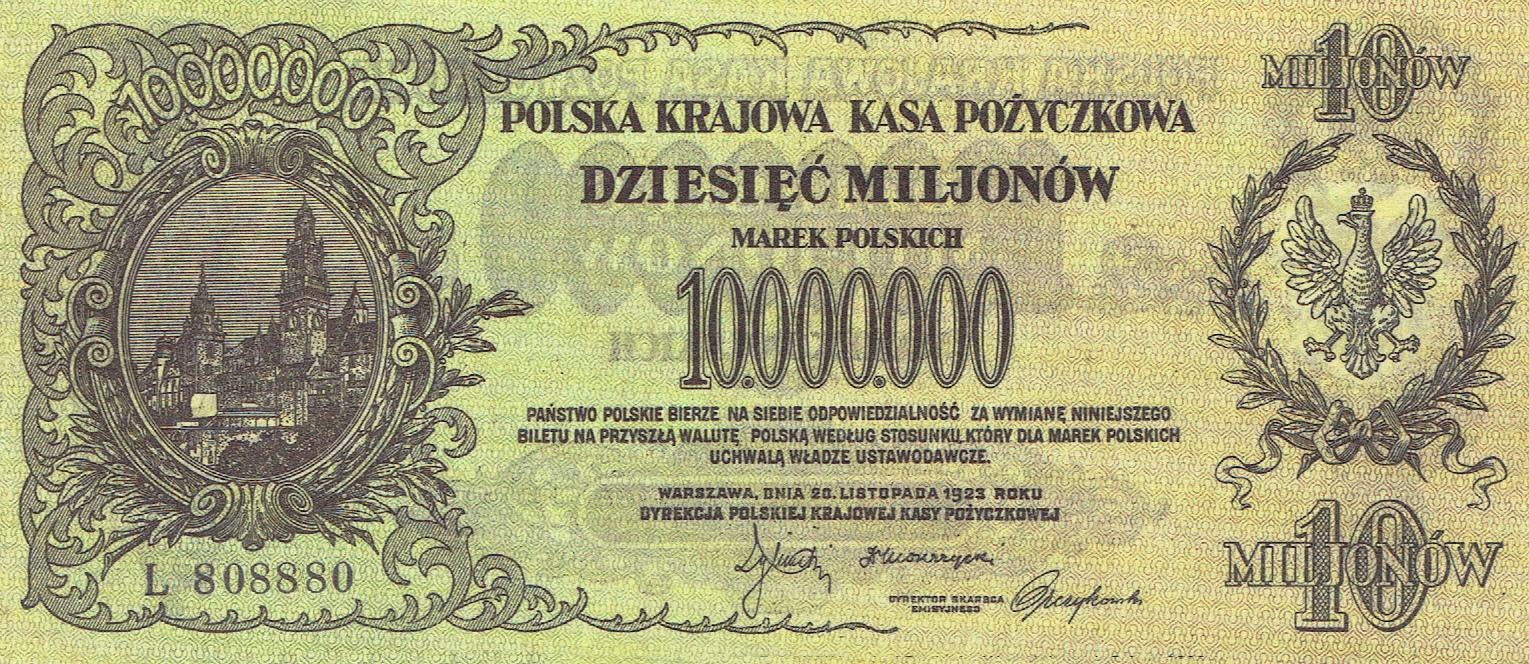
10 миллионов марок 1923 года